# Суперкуп Србије у рагбију 13
Суперкуп Србије у рагбију тринаест је домаће такмичење у рагбију 13 које се игра у Србији. 

## Информације о такмичењу
Такмичење је започето 2015. као предигра за почетак сезоне, где се прошлогодишњи освајач Купа Србије и освајач Првенства Србије, сучељавају како би утврдили освајача Суперкупа Србије. Уколико иста екипа освоји и Куп и Првенство, онда уколико је иста екипа играла финале Купа као и велико финале Првенства, онда та екипа игра против освајача дупле круне, уколико су две различите екипе играле у финалу Купа и великом финалу Првенства, одиграће се прво утакмица доигравања како би се утврдио противник освајачу дупле круне у Суперкупу.

## Историја Суперкупа Србије у рагбију 13
- 2015. РЛК Дорћол (противник Црвена звезда) (Дорћол 44 – 36 Црвена звезда, БАСК Арена, Београд)
- 2016. РЛК Црвена звезда (противник Дорћол, Црвена звезда је изборила учешће у финалу Суперкупа након победе над Партизаном у доигравању) (Дорћол 0 – 30 Црвена звезда, СЦ Инге, Београд, 100 гледалаца)
- 2017. РЛК Дорћол (противник Црвена звезда) (Дорћол 32 – 30 Црвена звезда, БАСК Арена, Београд)
- 2018. РЛК Црвена звезда (противник Партизан) (Црвена звезда 42 – 26 Партизан, БАСК Арена, Београд, гледалаца: 250)
- 2019. РЛК Црвена звезда (противник Партизан) (Црвена звезда 62 – 12 Партизан, БАСК Арена, Београд, гледалаца 250)
- 2020. РЛК Црвена звезда (противник Партизан) (Црвена звезда 32 – 28 Партизан, СЦ Инге, Београд, гледалаца 150)
- 2021. РЛК Партизан (противник Црвена звезда) (Партизан 38 – 18 Црвена звезда, СЦ Инге, Београд, без присуства гледалаца)
- 2022. РЛК Партизан (противник Црвена звезда) (Партизан 26 – 18 Црвена звезда, Стадион ФК Херој, Јајинци, гледалаца: 50)
- 2023. РЛК Партизан (противник Црвена звезда) (Партизан 34 – 22 Црвена звезда, Стадион ФК Раковица, Београд, гледалаца: 100)
- 2024. РЛК Партизан (противник Црвена звезда) (Партизан 36 – 24 Црвена звезда, Стадион ФК Обилић, Београд, гледалаца: ?)

Учинак српских клубова у Суперкупу Србије у рагбију 13
- РЛК Црвена звезда — 4 титуле,
- РЛК Партизан — 4 титуле,
- РЛК Дорћол — 2 титуле.